# Väländan
Väländan is een plaats in de gemeente Haninge in het landschap Södermanland en de provincie Stockholms län in Zweden. De plaats heeft 451 inwoners (2005) en een oppervlakte van 119 hectare. Väländan wordt omringd door bos, rotsen en kleine stukjes weide en grenst aan het meer Vedasjön. De dichtstbijzijnde "grotere" plaats is Västerhaninge, dat ongeveer drie kilometer ten westen van het dorp ligt. De bebouwing in het dorp bestaat vrijwel geheel uit vrijstaande huizen.